# Ісварадатта
Ісварадатта — індійський правитель з династії Західні Кшатрапи.